# Hybos brunnipes
Hybos brunnipes är en tvåvingeart som beskrevs av Enrico Adelelmo Brunetti 1913. Hybos brunnipes ingår i släktet Hybos och familjen puckeldansflugor. Inga underarter finns listade i Catalogue of Life.